# Pilwa (Węgorzewo)
Pilwa (deutsch Pilwe) ist ein Ort in der polnischen Woiwodschaft Ermland-Masuren, der zur Stadt- und Landgemeinde Węgorzewo (Angerburg) im Powiat Węgorzewski (Kreis Angerburg) gehört.

## Geographische Lage
Pilwa liegt westlich des Jezioro Dobskie (deutsch Dobensee) im Nordosten der Woiwodschaft Ermland-Masuren, 17 Kilometer südwestlich der Kreisstadt Węgorzewo (Angerburg).

## Geschichte
1437 wurde der nach 1772 Pilve und später Pilwe genannte Ort gegründet und entwickelte sich zu einem großen Gut. Im Jahre 1874 wurde der Gutsbezirk Pilwe in den Amtsbezirk Rosengarten eingegliedert, der bis 1945 zum Kreis Angerburg im Regierungsbezirk Gumbinnen der preußischen Provinz Ostpreußen gehörte. 140 Einwohner zählte Pilwe im Jahre 1910. Am 30. September 1928 endete die Eigenständigkeit Pilwes, als der Ort in die Landgemeinde Langbrück (polnisch Dłużec) eingemeindet wurde.
1945 kam das Dorf in Kriegsfolge mit dem gesamten südlichen Ostpreußen zu Polen und heißt seitdem „Pilwa“. Heute ist es eine Ortschaft im Verbund der Stadt- und Landgemeinde Węgorzewo im Powiat Węgorzewski, vor 1998 der Woiwodschaft Suwałki, seither der Woiwodschaft Ermland-Masuren zugehörig.

## Religionen
Bis 1945 war Pilwe in die evangelische Kirche Rosengarten in der Kirchenprovinz Ostpreußen der Kirche der Altpreußischen Union und in die katholische St.-Katharinen-Kirche in Rastenburg (polnisch Kętrzyn) im Bistum Ermland eingepfarrt.
Heute gehört Pilwa zur katholischen Pfarrei in Radzieje im Bistum Ełk (Lyck) der Römisch-katholischen Kirche in Polen bzw. zur evangelischen Kirchengemeinde in Węgorzewo oder in Kętrzyn, die beide in der Diözese Masuren der Evangelisch-Augsburgischen Kirche in Polen liegen.

## Verkehr
Der Uferort Pilwa ist von Radzieje (Rosengarten) aus über eine Nebenstraße zu erreichen, die nach Skrzypy (Steinhof) und weiter bis Doba (Doben) verläuft. Außerdem führt ein Landweg von Dłużec (Langbrück) aus direkt in den Ort.
Die nächste Bahnstation ist Radzieje an der allerdings nicht mehr regulär betriebenen Bahnstrecke Kętrzyn–Węgorzewo (Rastenburg–Angerburg).